# NGC 2444
NGC 2444 este o interacțiune de galaxii situată în constelația Linxul. A fost descoperită în 18 ianuarie 1877 de către Édouard Stephan⁠(d).